# Björn Skifs
Björn Nils Olof Skifs, född 20 april 1947 i Vansbro i Järna församling, är en svensk sångare, skådespelare och programledare. Han har deltagit i Melodifestivalen fyra gånger varav två gånger (1978 och 1981) som vinnare. Han fick 1974 internationella framgångar, främst med låten "Hooked on a Feeling" som placerade sig som etta på Billboard-listan. Han har framträtt som programledare och underhållare i olika TV-sammanhang och har agerat skådespelare både på teaterscenen, i ett antal framgångsrika filmer och i TV.
År 1984 mottog Skifs Karamelodiktstipendiet och 2008 Litteris et Artibus.

## Biografi

### Bakgrund och Slam Creepers
Björn Skifs föddes 1947 i Vansbro i Dalarna. Han är bördig efter de skogsfinnar från Savolax som slog sig ned i bland annat Dalarna, Bergslagen och Värmland under 1600-talet.
Skifs gjorde scendebut redan som barn i pappa Anders lokalrevy, där även mamma Britta och systern Rosita deltog som skådespelare. Därutöver spelade Björn Skifs tidigt trumpet som medlem av Vansbro gossmusikkår. Vid tolv års ålder satte han upp egna shower under namnet "Rock-Nalle".
År 1962 bildade han popbandet Slam Creepers, som efter Skifs realexamen året därpå så småningom kom att bli närmast en heltidssyssla. 1966 vann gruppen Sveriges Radios popbandstävling. Detta innebar att gruppen även fick möjlighet att spela in skivor och etableras som ett turnéband; turnerandet utsträcktes även till övriga nordiska länder samt Storbritannien. Inspirationen kom vid denna tid från bland andra Little Richard och Steve Winwood i The Spencer Davis Group.

### 1970-talet

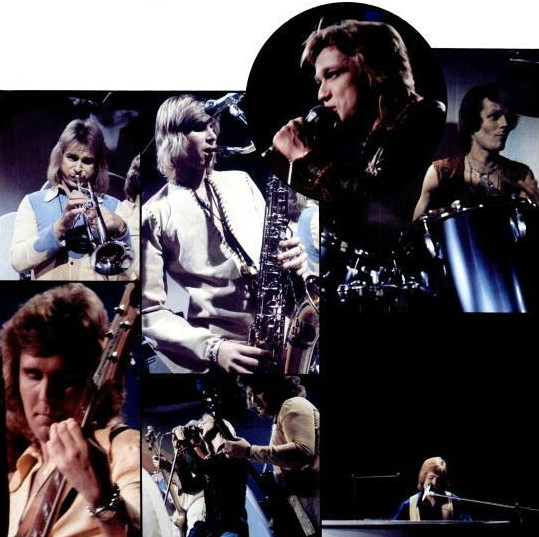
Blue Swede 1974.

Efter några år med turnéer och skivinspelningar upplöstes gruppen 1969, och Skifs sökte sig nya vägar som artist. Tillsammans med Eva Rydberg och Lars Kühler fick Skifs utveckla sin komiska ådra. Trion Rydberg, Kühler och Skifs turnerade i folkparkerna under två somrar, uppträdde på Berns och gjorde flera egna TV-shower i början av 1970-talet.
År 1972 deltog Skifs i den svenska Melodifestivalen med låten Andra kan väl också se. Bidraget framfördes tillsammans med en specialkör bestående av bland andra skådespelaren Margareta Sjödin och artisten Clabbe af Geijerstam. Skifs och af Geijerstam hade även varit aktiva i kortlivade pop- och rockgruppskonstellationer, och Skifs samarbetade i dessa projekt även med namn som Janne Schaffer och Mike Watson.
1972 bildades också rockbandet Blåblus med Skifs vid sångmikrofonen och ett bandnamn taget från Björn Skifs första album samma år producerat av Bengt Palmers. Bandets största framgång var en cover på "Hooked on a Feeling" som låg etta på Billboard-listan i USA i april 1974. I den svenska Melodifestivalen 1975 framförde han bidraget "Michelangelo", som slutade på femte plats.
Skifs lämnade Blåblus 1976 och satsade därefter på en solokarriär. Tillsammans med Bengt Palmers skapade han hits som "Härligt härligt, men farligt farligt", "I mörkret med dej" och "Fångad i en dröm" med flera. Han vann den svenska Melodifestivalen 1978 och 1981. 1979 etablerade Björn Skifs åter ett fast band omkring sig. Denna, med namnet Zkiffz, kom att innehålla Mike Watson, Lasse Wellander, Chino Mariano och Roger Palm/Peter Milefors.
Parallellt inledde Björn Skifs en sidokarriär som skådespelare och underhållare. Han hade huvudrollen i 1978 års TV-julkalender Julius Julskötare.

### 1980-talet
Under 1980-talet hade Skifs stora framgångar med egna shower på Hamburger Börs i Stockholm. Han gjorde huvudrollen i musikalen Spök som blev en långkörare på Maximteatern 1981–1983. Skifs och Lill Lindfors hade huvudrollerna i humorprogrammet Handväskan 1982, som blev internationellt prisbelönat. 1985 medverkade han i TV-underhållningen Nöjesmassakern.
Under 1986 samlade han för första gången sina vänner och kollegor till showen Badrock på Öland. Badrock blev en tradition som pågick varje sommar under sju år. År 1987 fick Björn Skifs och Bengt Palmers en förfrågan från SF om att skriva ett filmmanus, resultatet blev actionkomedin Strul 1988 med Skifs i huvudrollen. Strul sågs av 789 000 biobesökare, vilket gör den till en av de mest sedda svenska filmerna vid denna tid.

### 1990-talet
Palmers och Skifs gjorde ytterligare två långfilmer, Joker 1991 och Drömkåken 1993, även de framgångsrika med 549 000 respektive 573 000 besökare på biograferna. Andra framgångar under 1990-talet var musikalerna I hetaste laget på Cirkus i Stockholm och Guys and Dolls på Oscarsteatern. 1995 gav Skifs ut boken Min första skrivbok där han bland annat berättade om turnéminnen och barndomsupplevelser.

### 2000-talet
Sommaren 2000 var det dags för showen Speldosa – ett musikaliskt Vasalopp på Olnispagården i Sälen. Speldosa blev en framgång och spelades under ytterligare tre somrar. År 2004 lades dock evenemanget ner, efter att Skifs och hans fru istället satsade tid och resurser inför Björn Skifs Show. Efter en mycket välbesökt höstsäsong på Cirkus i Stockholm fortsatte showen via en framgångsrik vårsäsong 2005 på Eriksbergsteatern i Göteborg.
Under 2000-talet har Skifs mer och mer återgått till sångkarriären. Han gjorde skivcomeback med albumet Back on Track 2000 och hamnade på Svensktoppen med låten "Håll mitt hjärta" som låg på listan i 142 veckor. En annan stor framgång var albumet Decennier – sånger från en annan tid 2004 där Skifs gjorde covers på gamla schlagers från 1940-talet. Han sjöng också den svenska versionen av Disney-filmen Björnbröder.
Den 6 juni 2008 offentliggjordes att Skifs fått medaljen "Litteris et Artibus", som utdelas för konstnärliga insatser inom främst musik, scenisk framställning och litteratur.

### 2010-talet

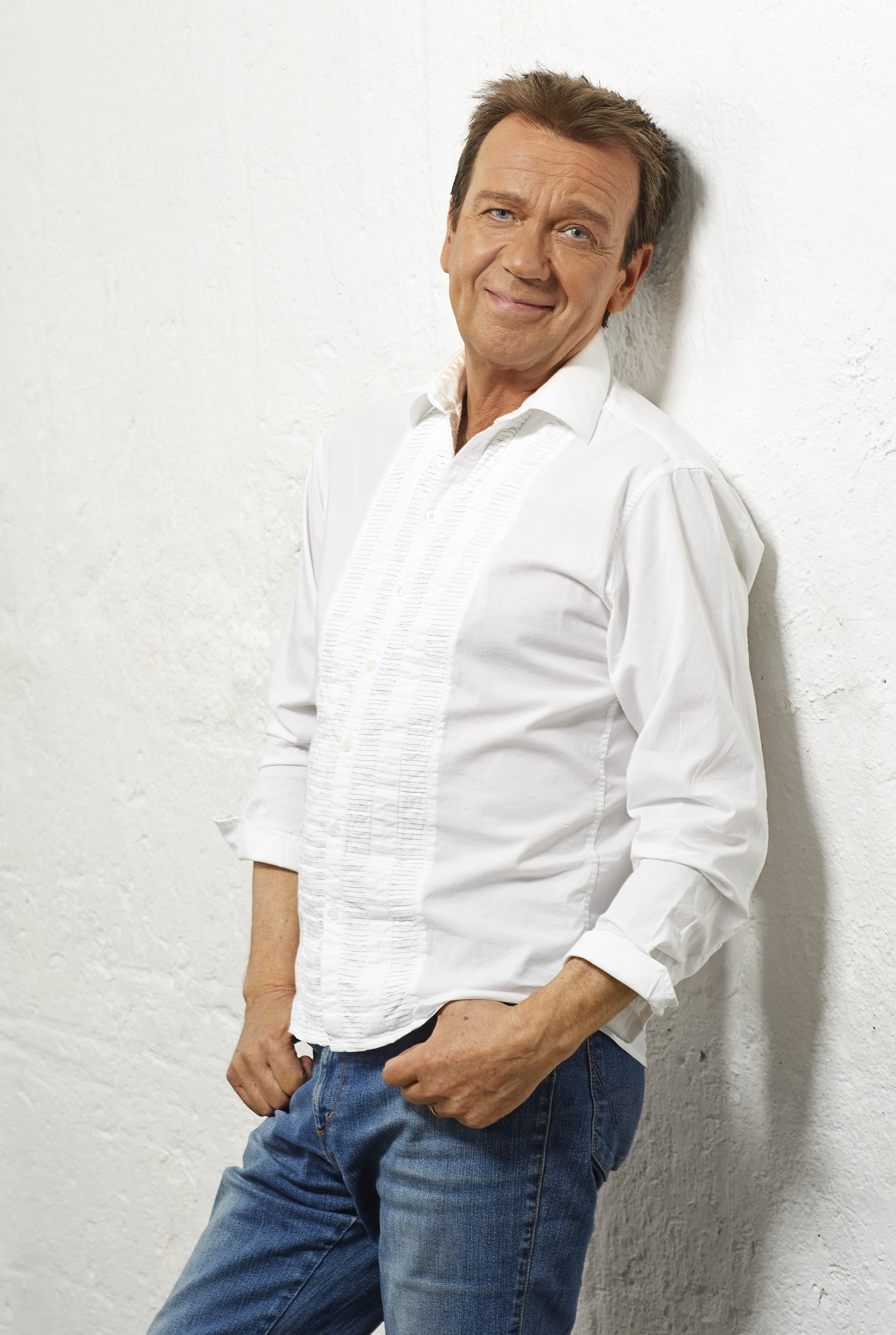
Björn Skifs 2014.

Den 3 februari 2010 släppte Skifs skivan Da Capo med nytolkningar på sina gamla hits. Det fanns även med en nyskriven låt på skivan. Våren 2010 satte Skifs upp en ny show på Cirkus i Stockholm.
Den 19 juni 2010 sjöng Skifs tillsammans med Agnes Carlsson på kronprinsessan Victorias bröllop Jörgen Elofssons sång "When You Tell the World You're Mine". Den hördes flitigt även i andra sammanhang och låg på Svensktoppen i sammanlagt 41 veckors tid.
Hösten 2011 återkom Björn Skifs till topplistorna med det kritikerhyllade albumet Break the Spell, där recensenterna särskilt uppmärksammade hans insatser som soulsångare. Albumet nådde i november samma år första plats på den svenska albumlistan.
Skifs genomförde sommaren 2014 den första turnén på 15 år.

### 2020-talet

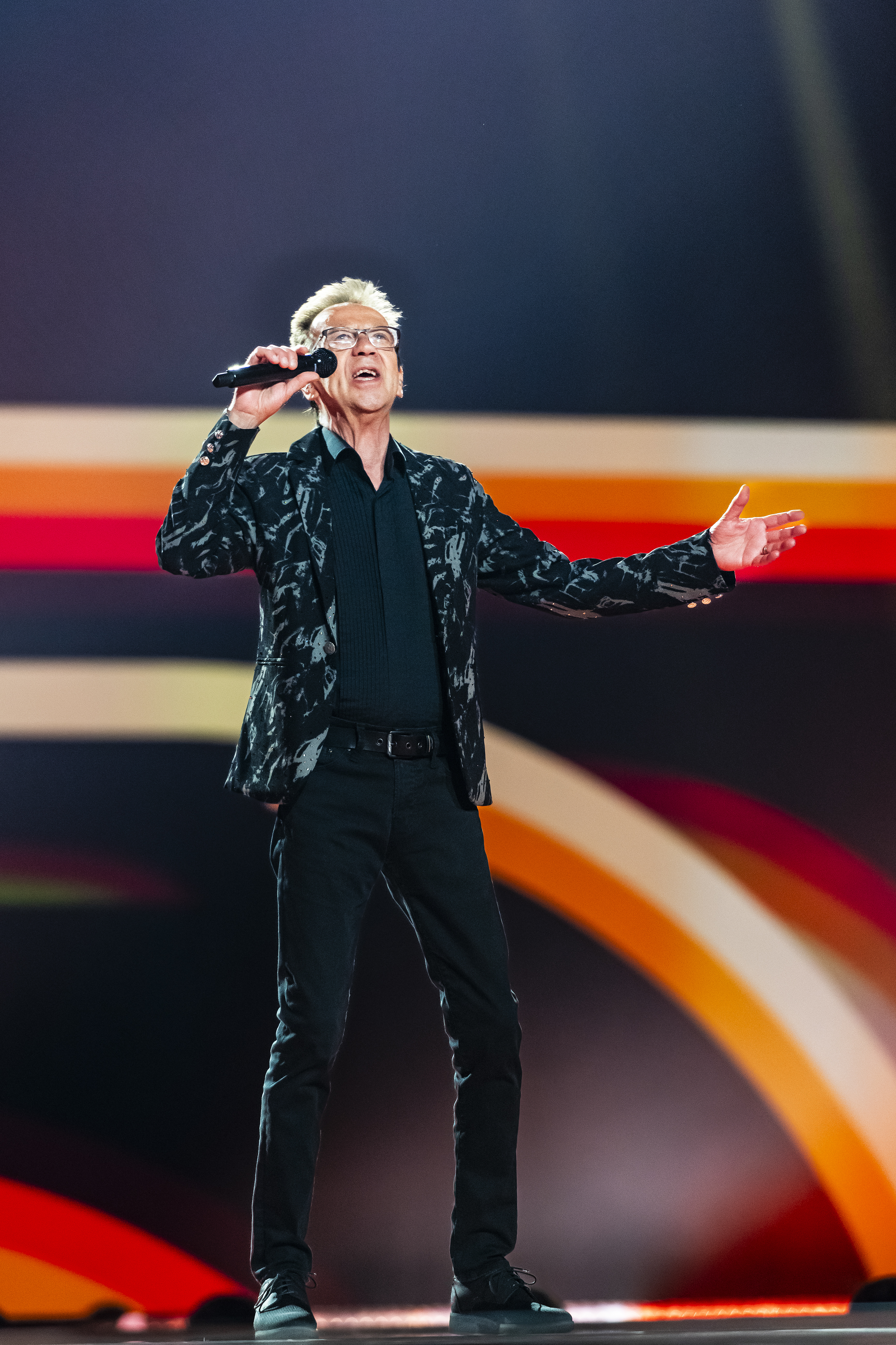
Björn Skifs i öppningsnumret till Eurovision Song Contest 2024.

I november 2020 gav han ut sin självbiografi Mitt liv som scengångare som gör nedslag i hans långa karriär, från barndomen fram till nutid.
Den 17 juli 2025 meddelade Skifs att han avslutar sin artistkarriär efter att ha blivit diagnostiserad med frontallobsdemens.

## Priser och utmärkelser
- 1984 – Karamelodiktstipendiet[17]
- 1995 – Guldmasken som "Bästa manliga musikalartist" i I hetaste laget
- 2007 – Thore Ehrling-stipendiet
- 2008 – H.M. Konungens medalj av 8:e storleken[18]
- 2024 – Hederspriset, Regeringens musikexportpris[19]

### Om Skifs
- 2007 – Forslund, Mikael; Åkerström Lars. Björn Skifs: underhållande irrfärder. Falun: Amapola Production. Libris 10417291. ISBN 9789163305757

## Diskografi
Inom parentes Björn Skifs placeringar på Sverigetopplistan (från 1975) och Svensktoppen  samt placeringar från Norge , Nederländerna  och USA 

### LP
| - 1967 – Bubbles (med gruppen Slam Creepers) - 1968 – Sweet Ruth (med gruppen Slam Creepers) - 1969 – Every bit of my life - 1970 – From both sides now - 1971 – Opopoppa - 1972 – Blåblus - 1973 – Pinewood rally (Björn Skifs & Blåblus) (#5) - 1973 – Hooked on a Feeling (med gruppen Blue Swede) (USA #80) - 1974 – Out of the blue (med gruppen Blåbus / Blue Swede) (#4) | - 1975 – Schiffz (#2) - 1977 – Watch out! (#2) - 1978 – When the Night Comes - 1979 – Split vision (#8 / Norge #12) - 1980 – Zkiffz (med gruppen Zkiffz) (#36) - 1981 – SPÖK! (#41) - 1983 – If...Then... (#7) - 1984 – Paris – Dakar – Köpenhamn - 1985 – Vild honung (#21) | - 1987 – Zick Zack (#31) - 2001 – Back on track (#8) - 2002 – Ingen annan (#19) - 2005 – Decennier... Sånger från en annan tid (#1) - 2006 – Andra decennier (#1) - 2007 – i2i / Eye to Eye (#2) - 2010 – Da Capo (#3) - 2011 – Break the spell (#1) - 2021 – It's Christmas (#3) |  |

### Samlingar
- 1978 – Björns bästa (#19 / Norge #9)
- 1981 – Björns ballader
- 1987 – Collection
- 1991 – Songs for you
- 1995 – Björn Skifs
- 1995 – Hooked on a feeling
- 1995 – Vansbro Memories (med gruppen Slam Creepers)
- 1997 – Björn Skifs 50/50 (#6)
- 1998 – Bästa (nyutgivning av Collection)
- 2002 – Härligt härligt (Norge #17)
- 2004 – Skifs Hits! (#10)
- 2005 – Diamanter
- 2006 – I mörkret med dej
- 2017 – Bästa nu och då (#24)
- 2017 – Every Bit Of My Life 1967-2017 (#15)

### Övriga album
- 1984 – Chess (#1)

### EP/singlar
| - 1969 – Den som reser har något att berätta / Huset som Jack byggde - 1969 – Jag är ledsen Susanne / Mellan dröm och verklighet - 1969 – Every Bit of My Life / Lovey Dovey - 1969 – Kom nu / Godmorgon stjärnljus - 1970 - Good Golly Miss Molly / If This Was the Last Song - 1970 - Kamrater / Det var inte menat så - 1971 - Prova lite kärlek nån gång / Jag ser med andra ögon - 1971 – Jag börjar andå hoppas / När jag först såg Mari - 1971 - Resurrection Shuffle / Indian Reservation - 1972 - Andra kan väl också se - 1972 – Långsam sång / Så ensam - 1972 - Mitt gamla barndomsvän / Blå blå vindar - 1973 – Hooked on a Feeling (med gruppen Blåblus / Blue Swede) (SV #2 / USA #1 / Tyskland #22 / NL #26 / Belgien #18 / Japan #1) - 1973 – Silly Milly (SV #9 / USA #71) (med gruppen Blåblus) - 1973 – Sally var en reko brud (med gruppen Blåblus) - 1974 – Doctor Rock 'N Roll / Don't Be Fooled By the Name - 1974 – Never My Love (med gruppen Blåblus / Blue Swede) (USA #7) - 1975 – Hush/I'm Alive (USA #61) - 1975 – Michelangelo (SV #1 / Norge #7) - 1976 – Vi bygger oss en båt / Krama Dej (SV #11) - 1976 – I mörkret med dej - 1976 – Firefly (SV #3) | - 1977 – Lady (SV #4) - 1977 – La Booga Rooga - 1977 – Tarantula - 1977 – You Better Run - 1978 – Härligt härligt men farligt farligt (SV #8 / Norge #9) - 1978 – Det blir alltid värre framåt natten (SV #8) - 1978 – When the Night Comes - 1978 – Rococo rendez-vous / I Could Never Leave You - 1979 – Hela natten lång (Norge #10) - 1979 – Lack of Courage - 1979 – Jag blundar och drömmer - 1979 – (I Wanna) Boogie With You (med gruppen Vision) - 1980 – I Natt / Hard World (med gruppen Zkiffz) - 1980 – Åsa Bodén / No Particular Place to Go (med gruppen Zkiffz som Byfånarna) (#6) - 1980 – Förhäxad - 1980 – När inga ord räcker till - 1981 – Fångad i en dröm (SV #11) - 1981 – Haunted By a Dream - 1984 – Boys Will Be Boys - 1985 – The Arbiter - 1985 – Vild och vacker - 1986 – Vill du inte ha mina kyssar | - 1988 – Akta dej - 1988 – To Touch You - 1991 – Om igen - 2001 – New York City Is Waiting - 2002 – Måndag morgon - 2003 – Håll mitt hjärta - 2003 – Kyss mig - 2004 – Välkommen till mitt liv - 2005 – Where Are the Angels? - 2005 – Med dig i mina armar - 2006 – Allt detta och himlen därtill - 2007 – A Thing Called Love - 2008 – Chevrolet - 2010 – My Calendar (med gruppen Fibes! Oh Fibes!) - 2010 – I'm Here to Stay - 2010 – When You Tell the World You're Mine (duett med Agnes Carlsson) (SV #1) - 2011 – Break the spell - 2012 – Step right up - 2014 – Solglasögon & Sommarbil - 2020 – (Christmas Eve) After Midnight (SV #100) - 2021 – It's Christmas (SV #77) |  |

### Kända låtar
- Never My Love – 1973
- Hooked on a Feeling (med gruppen Blue Swede, etta på amerikanska Billboard-listan) 1974
- Michelangelo – 1975
- Krama dej – 1975
- Härligt, härligt, men farligt, farligt – 1977
- Det blir alltid värre framåt natten – 1978
- Fångad i en dröm – 1981
- Vild och vacker – 1985
- Akta dig – 1987
- Vill du inte ha mina kyssar – 1988
- To Touch You – 1988
- Håll mitt hjärta – 2002

## Film och TV

### Filmografi (urval)
- 1979 – Vad händer...?
- 1982 – En flicka på halsen
- 1985 – Smugglarkungen
- 1988 – Strul
- 1991 – Joker
- 1993 – Drömkåken
- 1995 – Toy Story (röst)
- 1999 – Toy Story 2 (röst)
- 2010 – Björn Skifs - XL3 (Skifs karriär visas i form av dokumentärer med mera)

### TV-medverkan
- 1978 – Julius Julskötare (TV-serie) (SVT:s julkalender 1978)
- 1985 – Bombardemagnus, SVT
- 1985 – Nöjesmassakern, SVT
- 1987 – Kryzz (TV-serie) (programledare)
- 1991 – Tack för kaffet, SVT
- 1994 – En handelsresandes nöd (TV-serie) (TV-film)
- 1996 – Förmannen som försvann (TV-serie) (TV-serie)
- 2007 – Tack gode gud, TV4
- 2020 – Helt perfekt (TV-serie)

## Teater

### Roller (ej komplett)
| År   | Roll          | Produktion                                                 | Regi                       | Teater            |
| ---- | ------------- | ---------------------------------------------------------- | -------------------------- | ----------------- |
| 1973 |               | Godspell John-Michael Tebelak och Stephen Schwartz         | Jonnie Christen Klaus Pagh | Jarlateatern      |
| 1994 | Joe/Josephine | I hetaste laget Peter Stone, Jule Styne och Bob Merrill    | Bo Hermansson              | Cirkus, Stockholm |
| 1998 | Sky Masterson | Guys and Dolls Frank Loesser, Joe Swerling och Abe Burrows | Hans Marklund              | Oscarsteatern     |